# Başakşehir Fatih Terimstadion
Het Başakşehir Fatih Terimstadion is een voetbalstadion in Istanboel, dat plaats biedt aan 17.801 toeschouwers. De bespeler van het stadion is Istanbul Başakşehir. Het stadion is vernoemd naar de Turkse oud-voetballer en trainer Fatih Terim.

## Interlands
| № | Datum             | Wedstrijd             | Uitslag | Competitie           | Toeschouwers |
| - | ----------------- | --------------------- | ------- | -------------------- | ------------ |
| 1 | 17 november 2015  | Turkije – Griekenland | 3 – 0   | Vriendschappelijk    | 17.000       |
| 2 | 28 mei 2018       | Turkije – Iran        | 2 – 1   | Vriendschappelijk    | 7.500        |
| 3 | 5 september 2019  | Zuid-Korea – Georgië  | 2 – 2   | Vriendschappelijk    | 750          |
| 4 | 13 november 2021  | Turkije – Gibraltar   | 6 – 0   | WK 2022 kwalificatie | 8.895        |
| 5 | 4 juni 2022       | Turkije – Faeröer     | 4 – 0   | UEFA Nations League  | 9.515        |
| 6 | 22 september 2022 | Turkije – Luxemburg   | 3 – 3   | UEFA Nations League  | 12.708       |

Bijgewerkt op 25 september 2022.